# Playlist (Loretta Goggi)
Playlist è la dodicesima raccolta di  Loretta Goggi, pubblicata nel 2016.

## Descrizione
L'album raccoglie 15 brani dalla discografia di Loretta Goggi, registrati tra il 1975 e il 1991, periodo nel quale era sotto contratto con alcune etichette CGD, WEA Italiana e Fonit Cetra, successivamente confluite nella major Warner Music Group.
Il disco è stato pubblicato nel 2016 dalla Rhino Records in un'unica edizione, in formato CD, con numero di catalogo 5054197095429.

## Tracce
1. Maledetta primavera
2. Cicciottella
3. Dirtelo non dirtelo
4. Ma chi sei
5. Ancora innamorati
6. Pupo pupazzo
7. Noi bellissimi
8. Per amarti così
9. Come amano le donne
10. M'ama non m'ama
11. L'aria del sabato sera
12. Ora settembre
13. Il mio prossimo amore
14. Un amore grande
15. Io nascerò